# 灰扁隆頭魚
灰扁隆頭魚，為輻鰭魚綱鱸形目隆頭魚亞目隆頭魚科的其中一種，分布於東大西洋區，包括黑海、地中海、愛琴海等海域，棲息深度1-50公尺，體長可達16公分，棲息在近海海草生長的沙泥底質海域、河口，屬肉食性，以甲殼類、片腳類等為食，生活習性不明。

## 擴展閱讀
維基物種上的相關：灰扁隆頭魚